# راي شيرر
راي شيرر (بالإنجليزية: Ray Shearer)‏ هو لاعب كرة قاعدة أمريكي، ولد في 19 سبتمبر 1929 في جاكوبس في الولايات المتحدة، وتوفي في 21 فبراير 1982 في يورك في الولايات المتحدة.

## وصلات خارجية
- راي شيرر على موقعبيزبول رفرنس.كوم (الدوري الرئيسي) (الإنجليزية)
- راي شيرر على موقعبيزبول رفرنس.كوم (الدوري الثانوي) (الإنجليزية)